# 영화배우조합

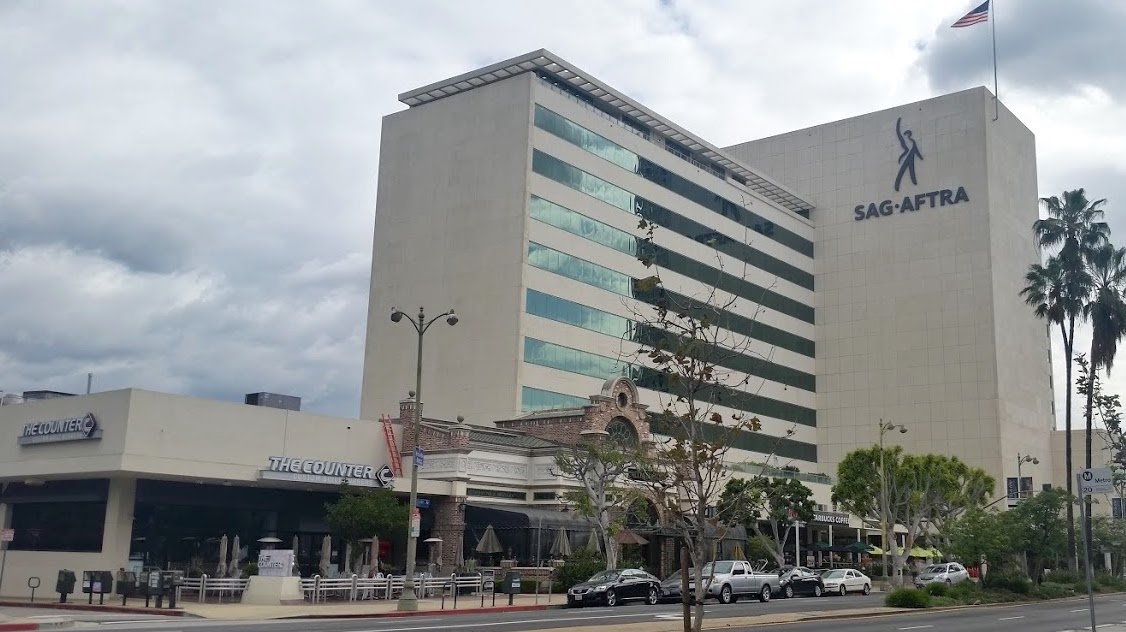

영화배우조합(美國俳優組合, 영어: Screen Actors Guild, SAG)은 미국의 영화 · 텔레비전 배우 가맹 노동 조합이다. 조합원 수는 약 12만명이다. 1995년부터 전미 영화 배우 조합상(Screen Actors Guild Awards)을 행하고 있다. 2012년에 미국 텔레비전 라디오 연예인 조합과 합병하여 SAG-AFTRA가 되었다.

## 같이 보기
- 로널드 레이건: 제9대·제13대 영화배우조합 조합장